# Pedro Tanausú Domínguez Placeres
Pedro Tanausú Domínguez Placeres, meglio noto come Tana (Las Palmas de Gran Canaria, 20 settembre 1990), è un calciatore spagnolo, attaccante del Ratchaburi.

## Caratteristiche tecniche
È una mezzapunta.

## Statistiche

### Presenze e reti nei club
Statistiche aggiornate al 18 gennaio 2023.
| Stagione        | Squadra                | Campionato      | Campionato | Campionato | Coppe nazionali | Coppe nazionali | Coppe nazionali | Coppe continentali | Coppe continentali | Coppe continentali | Altre coppe | Altre coppe | Altre coppe | Totale | Totale | Totale |
| Stagione        | Squadra                | Comp            | Pres       | Reti       | Comp            | Pres            | Reti            | Comp               | Pres               | Reti               | Comp        | Pres        | Reti        | Pres   | Reti   |        |
| --------------- | ---------------------- | --------------- | ---------- | ---------- | --------------- | --------------- | --------------- | ------------------ | ------------------ | ------------------ | ----------- | ----------- | ----------- | ------ | ------ | ------ |
| 2009-2010       | Villa de Santa Brigída | TD              | 5          | 1          | CR              | 0               | 0               |                    | -                  | -                  |             | -           | -           | 5      | 1      |        |
| 2010-2011       | Vecindario             | SB              | 1          | 0          | CR              | 0               | 0               |                    | -                  | -                  |             | -           | -           | 1      | 0      |        |
| 2011-2012       | Vecindario             | SB              | 2          | 0          | CR              | 0               | 0               |                    | -                  | -                  |             | -           | -           | 2      | 0      |        |
| 2013-2014       | Las Palmas             | SD              | 24         | 2          | CR              | 1               | 1               |                    | -                  | -                  |             | -           | -           | 25     | 3      |        |
| 2014-2015       | Las Palmas             | SD              | 1          | 0          | CR              | 2               | 0               |                    | -                  | -                  |             | -           | -           | 3      | 0      |        |
| 2015-2016       | Las Palmas             | PD              | 27         | 5          | CR              | 1               | 0               |                    | -                  | -                  |             | -           | -           | 28     | 5      |        |
| 2016-2017       | Las Palmas             | PD              | 32         | 4          | CR              | 2               | 0               |                    | -                  | -                  |             | -           | -           | 34     | 4      |        |
| 2017-2018       | Las Palmas             | PD              | 10         | 1          | CR              | 1               | 0               |                    | -                  | -                  |             | -           | -           | 11     | 1      |        |
| 2021-2022       | Maziya                 | PL              | ?          | ?          | CM              | ?               | ?               | AFC Cup            | 3                  | 2                  | -           | -           | -           | 3      | 2      |        |
| 2022-2023       | Churchill Brothers     | IL              | 11         | 2          | SC              | -               | -               | -                  | -                  | -                  | -           | -           | -           | 11     | 2      |        |
| Totale carriera | Totale carriera        | Totale carriera | 113        | 15         |                 | 7               | 1               |                    | 3                  | 2                  |             | -           | -           | 123    | 18     |        |